# George H. Cameron

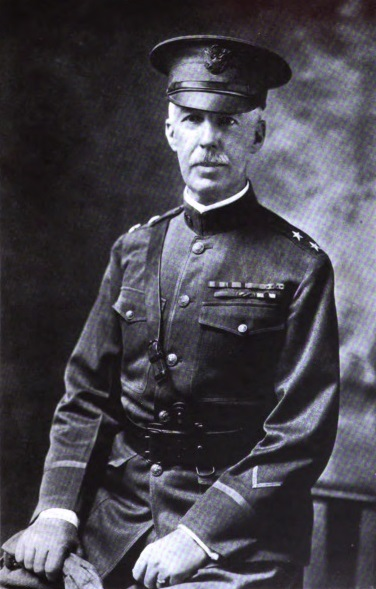
George H. Cameron, vor 1920

George Hamilton Cameron (* 8. Januar 1861 in Ottawa, Illinois; † 28. Januar 1944 in Staunton, Virginia) war ein Generalmajor der United States Army. Unter anderem kommandierte er das V. Corps.
George Cameron begann zunächst ein Studium an der Northwestern University, das er aber bald abbrach, um an der United States Military Academy in West Point zu studieren. In den Jahren 1879 bis 1883 durchlief er diese Kadettenanstalt. Nach seinem Abschluss wurde er als Leutnant der Kavallerie zugeteilt. Er diente zunächst bis 1888 im 7. Kavallerie-Regiment und nahm an der Endphase der Indianerkriege teil. Dabei war er an verschiedenen Militärgarnisonen im Westen der Vereinigten Staaten stationiert. Von 1888 bis 1895 war er als Lehrer an der Akademie in West Point tätig. Danach diente er bis 1898 im 4. Kavallerie-Regiment, das in Fort Walla Walla im Bundesstaat Washington stationiert war. Hierbei amtierte er als Quartiermeister.
Nach einer kurzen Rückkehr als Lehrer in West Point nahm Cameron am Spanisch-Amerikanischen Krieg teil. Er war auf Luzon stationiert und kommandierte die A-Schwadron des 4. Kavallerie-Regiments. Zwischen 1901 und 1903 war er in Fort Riley in Kansas stationiert. Anschließend war er bis Dezember 1905 als Secretary Mitglied im Führungsstab der Cavalry and Field Artillery School of Application. Es folgte eine weitere kurze Dienstzeit auf den Philippinen. Anschließend war er bis 1910 stellvertretender Schulleiter der Mounted Service School in Fort Riley. Nach einer erneuten Versetzung auf die Philippinen in den Jahren 1910 bis 1912 mit dem 14. Kavallerie-Regiment übernahm er im Oktober 1912 das Kommando über den Big Bend District in Texas. Dieses Kommando übte er bis Juni 1913 aus. Er absolvierte den Field Officers’ Course und zwischen 1913 und 1914 auch das United States Army War College, dessen Direktor er anschließend bis 1916 wurde. Im Juli 1916 wurde er zum Oberst befördert.
Cameron nahm in verschiedenen Funktionen am Ersten Weltkrieg teil. Zunächst leitete er ein Ausbildungslager der Armee in Fort Benjamin Harrison in Indiana und organisierte eine Offiziersweiterbildung in Camp Stewart in Texas. Im Jahr 1917 erhielt er mehrere kurzfristige Kommandostellen. Dazu gehörten das 5. Kavallerie-Regiment, die 3. Brigade der 15. Kavallerie-Division und das 25. Kavallerie-Regiment. Er war auch kurzfristig Kommandeur zweier Infanterie-Brigaden. Am 3. Dezember 1917 wurde er zum ersten Kommandeur der 4. Infanterie-Division ernannt. Er führte die Division auf den europäischen Kriegsschauplatz und behielt das Kommando bis zum 16. August 1918. Zwischen dem 21. August und dem 11. Oktober 1918 kommandierte er als Nachfolger von William M. Wright das V. Corps. Dabei war er an der Schlacht von St. Mihiel und der Maas-Argonnen-Offensive beteiligt. Nach der Schlacht von Montfaucon wurde Cameron aus nie restlos geklärten Gründen von Oberbefehlshaber John J. Pershing als Kommandeur des V. Corps abgelöst. Möglicherweise war Pershing mit den Leistungen des Corps unzufrieden. Eine andere These begründet die Ablösung Camerons mit einem persönlichen Disput mit General Hugh A. Drum.
Im Oktober 1918 kehrte Cameron in die Vereinigten Staaten zurück, wo er weitere Einheiten auf den Kriegseinsatz in Frankreich vorbereiten sollte. Durch den Waffenstillstand vom 11. November 1918 und das damit verbundene Kriegsende wurde diese Aufgabe aber überflüssig. Bis zum Mai 1919 hatte er das Kommando über Fort Gordon in Georgia. Zwischen 1919 und 1921 leitete er die United States Army Cavalry School in Fort Riley. Danach wurde er bis zu seiner Pensionierung im Jahr 1924 Stabschef der 76. Infanterie-Division. Während des Ersten Weltkriegs hatte George Cameron den Rang eines Generalmajors der National Army erreicht. Im Jahr 1919 wurde er zum Oberst der regulären Armee zurückgestuft. Im Jahr 1930, bereits im Ruhestand, erhielt er seinen Rang als Generalmajor zurück.
George Cameron war seit 1888 mit Nina Dean Tilford (1864–1960) verheiratet. Er starb am 28. Januar 1944 in Staunton in Virginia und wurde auf dem Nationalfriedhof Arlington beigesetzt.

## Orden und Auszeichnungen
General Major George Cameron erhielt im Lauf seiner militärischen Laufbahn unter anderem folgende Auszeichnungen:
- Companion des Order of the Bath (britisch)
- Croix de guerre 1914–1918 (französisch)
- Commandeur der Ehrenlegion (französisch)